# Schutzziel (Arbeitssicherheit)
Das Schutzziel in der Arbeitssicherheit (Arbeitsschutz) wird von Verordnungen und Gesetzen (auf der Grundlage von EU-Verordnungen) definiert.
Die Schutzziele ergeben sich konkret aus der Gefährdungsbeurteilung die für jede Tätigkeit, jeden Arbeitsplatz und für jedes Arbeitsmittel vorliegen muss.
Das Schutzziel gilt als erreicht, wenn die festgelegte (und überprüfte) Maßnahme (siehe Maßnahmenhierarchie) mindestens die gleiche Sicherheit gewährleistet, wie dies von den Vorschriften und Gesetzen festgelegt wurde (Stand der Technik).
Bei der Festlegung des Schutzziels spielen ökonomische Erwägungen keine Rolle, es kann aber zu Abwägungen zwischen verschiedenen Gefährdungen kommen.
Beispiel: Wenn für eine kurzzeitige Tätigkeit (z. B. einmalige kleine Reparatur) extra ein Gerüst gestellt werden muss, dann kann erwogen werden die Tätigkeit von einer Leiter auszuführen, wenn man zu dem Schluss kommt, dass das Aufstellen des Gerüstes für die Ersteller ein größeres Risiko darstellen als die kurze Reparaturarbeit. Solche Abwägungen sind oft schwierig.